# Tengellidae
Los tengélidos (Tengellidae) son  una familia de arañas araneomorfas, la única representante de la superfamilia de los tengeloideos (Tengelloidea).
Como la mayoría de arañas, tienen vuit ulls. Los caracteres que definen la familia son bastante técnicos y aún hay discrepancias por lo que se refiere a su localización taxonómica dentro de la clasificación de las arañas.
Algunas de estas extrañas arañas se parecen en parte a los tomísidos y en parte a los clubiónidos, como es el caso del género Lauricius. Los tengélidos son una de las familias que formaban parte del cajón de sastre que había llegado a ser Clubionidae.

## Distribución
Su distribución se limita al continente americano, con las excepciones del género Haurokoa de Nueva Zelanda, y Calamistrula que se encuentra en Madagascar, ambos con una única especie.

## Sistemática
Con la información recogida hasta el 31 de diciembre de 2011, Tengelidae cuenta con 8 géneros y 37 especies; 17  de las cuales pertenecen al género Socalchemmis . 
- Anachemmis Chamberlin, 1919 (EUA, México)
- Calamistrula Dahl, 1901 (Madagascar)
- Haurokoa Forster & Wilton, 1973 (Nueva Zelanda)
- Lauricius Simon, 1888 (EUA, México)
- Liocranoides Keyserling, 1881 (EUA)
- Socalchemmis Platnick & Ubick, 2001 (EUA, México)
- Tengella Dahl, 1901 (Sur América, Costa Rica, México)
- Titiotus Simon, 1897 (Brasil, EUA)